# La Vie des insectes
La Vie des insectes (en russe : Жизнь насекомых) est le second roman de Viktor Pelevine, publié en décembre 1993 en Russie.
C'est une allégorie de la vie humaine, réalisée par comparaison avec la vie des insectes (qui est un parallèle évident avec la pièce de l'écrivain tchèque Karel Čapek Ze života hmyzu, De la vie des insectes, 1921). Les personnages choisis par l'auteur sont des représentants typiques de la société du début des années 1990. Mais cette datation ne joue pas de rôle en soi parce que les types choisis sont tout à fait universels et qui conviennent à toutes les époques. Le livre présente de profondes connotations avec les enseignements de Carlos Castaneda, de Marc Aurèle et le bouddhisme.
Bien qu'intitulé roman l'ouvrage se compose de quinze nouvelles qui ne sont pas reliées entre elles. Les héros de ces nouvelles apparaissent dans les premières pages comme des êtres ordinaires qui pourraient être humains. Puis, Pelevine introduit les détails délirants en décrivant, avec grande précision et une parfaite connaissance de l'entomologie, ce qui permet au lecteur de savoir qu'il s'agit d'insectes.
La première publication du roman l'a été dans la revue Znamia en 1993. L'auteur a obtenu le prix 1993 de cette revue Znamia pour « le meilleur travail sur la vie et les aventures exceptionnelles de la démocratie en Russie ». Ce prix est traditionnellement attribué par la revue à l'une de ses propres meilleures publications, la sponsorisation provenant des éditions Materik.
Le sens de l'humour et l'écriture picturale de Pelevine composent une œuvre originale, sorte de parodie de Ivan Krylov, le Jean de la Fontaine russe.